# Казе Ђометро (Венеција)
Казе Ђометро (итал. Case Giometro) је насеље у Италији у округу Венеција, региону Венето.
Према процени из 2011. у насељу је живело 14 становника. Насеље се налази на надморској висини од 4 м.